# Stomphastis eugrapta
Stomphastis eugrapta är en fjärilsart som beskrevs av Lajos Vári 1961. Stomphastis eugrapta ingår i släktet Stomphastis och familjen styltmalar.
Artens utbredningsområde är Madagaskar. Inga underarter finns listade i Catalogue of Life.